# Грифице
Грифице (пољ. Gryfice) је град у Пољској у Војводству Западно Поморје у Повјату грифицком. Према попису становништва из 2011. у граду је живело 17.082 становника.
.

## Становништво
Према прелиминарним подацима са пописа, у граду је 2011. живело 17.082 становника.
| 1946. | 2002.  | 2011.  | 2012.  |
| ----- | ------ | ------ | ------ |
| 4.898 | 17.058 | 17.082 | 17.016 |

## Градови побратими
- Гистров
- Мелдорф
- Грифов Шласки